# Kanarisches Spanisch

Lage der Kanarischen Inseln

Das Kanarische Spanisch ist ein Dialekt der spanischen Sprache, der auf den kanarischen Inseln gesprochen wird und zusammen mit den Varietäten Andalusiens, Mittelamerikas und Südamerikas der Gruppe des Atlantischen Spanisch (español atlántico) oder Südlichen Spanisch (español meridional) zugeordnet wird. Die Verteidigung, Förderung und das Studium der spanischen Sprache der Kanaren als sprachliche Varietät des atlantischen Spanisch wird im Artikel 37, Absatz 7 des Autonomiestatutes der Kanaren von 2018 als eine Leitlinie der Politik genannt.

## Sprachliche und kulturelle Einflüsse

### Spanien
Vor der Eroberung der Kanarischen Inseln im Auftrag der Krone von Kastilien lebte dort eine Bevölkerung, die vermutlich aus Nordwestafrika eingewandert war und auf jeder Insel eine unterschiedliche Sprache verwendete, die aber alle eine Verwandtschaft zu den heute noch in Nordafrika gesprochenen Berbersprachen hatten. Die Sprachen der Ureinwohner der Kanarischen Inseln werden unter dem Begriff Guanche zusammengefasst. Nach der Eroberung der Inselgruppe im Auftrag der Krone von Kastilien im Lauf des 15. Jahrhunderts stellten Einwanderer aus diesen Königreichen die größte Gruppe der Einwanderer. Sprachliche Phänomene wie der Seseo, der Yeísmo oder die Schwächung des implosiven /s/ sind besonders bei Sprechern aus Andalusien auffällig. So wird vermutet, dass der Seseo erstmals Ende des 15. Jahrhunderts auftrat, der Yeísmo im 17. Jahrhundert und die Aspiration des /s/ im 18. Jahrhundert. Da dies jedoch umgangssprachliche Entwicklungen waren, können keine genauen Zeiträume festgelegt werden, denn zum einen waren viele Spanier zu dieser Zeit noch Analphabeten, und zum anderen wurde die Umgangssprache nur selten in die Schriftsprache übernommen. Besonders diese drei sprachlichen Besonderheiten fanden durch die Einwanderung andalusischer Siedler auch auf den Kanarischen Inseln Verbreitung.
Einige Jahre später und in geringerer Zahl erreichten Menschen aus Galicien, Extremadura und León die Inseln. Da deren Varietäten alle auf der gleichen sprachlichen Basis standen, war eine Verständigung gegeben, jedoch passten sich die unterschiedlichen Dialekte durch lexikalische oder phonologische Übernahme einander an, sodass daraus eine neue Varietät entstand.
Die kastilischen Eroberer kultivierten die Flächen der Inseln für die Landwirtschaft und bauten Geschäftsbeziehungen zum spanischen Festland und den neuen Kolonien in Südamerika auf. Die Kanaren waren ein wichtiger geostrategischer Punkt im Handel über den Atlantik. Das galt sowohl für Waren- als auch für den Personentransport. Die Inseln wurden außerdem als Ausgangspunkt für Operationen im nordwestlichen Afrika genutzt.
Im 17. Jahrhundert setzten großen Migrationswellen ein. Zucker war zu dieser Zeit das Hauptexportprodukt der Inseln. Dieses Geschäft war jedoch durch Konkurrenz etwa aus Kuba nicht mehr gewinnbringend. Die Bevölkerung verarmte und musste Hunger leiden. Viele Menschen emigrierten daraufhin in die Kolonien nach Lateinamerika.
Als Knotenpunkt zwischen der Alten und der Neuen Welt erfuhren die Kanarischen Inseln ständig neue kulturelle sowie sprachliche Einflüsse. Ein konstanter Einfluss waren die Seefahrer, keine andere Berufsgruppe beeinflusste die Gesellschaft der Inseln mehr. So wurden viele Vergleiche oder Sprichwörter der marinen Sprache in die Alltagssprache übernommen. Anwendung findet heute etwa noch der Ausspruch: „¿Qué rumbo llevas?“, wobei mit rumbo ursprünglich der Kurs eines Schiffes gemeint war. Auch heute ist die Bedeutung nahezu gleich: je nach Kontext wird nach Zielen und Absichten gefragt. Viele spanische Sprichwörter sind dem Stierkampf, dem Militär oder der Kirche entlehnt. Ein Großteil dieser Sprichwörter hat jedoch ihre ursprüngliche Bedeutung verloren oder wird nun in einem allgemeineren Sinn verwendet; sie wurden ihrer semantischen Bedeutung also erweitert. Weil der Einfluss der Seefahrer aber über viele Jahre konstant blieb, haben sich die Bedeutungen der Seefahrerphrasen kaum verändert.

### Portugal
Im 16. Jahrhundert wurden Portugiesen als Handwerker und Techniker für die Zuckerfabriken angeworben. Sie hatten Einfluss auf alle Lebensbereiche und Gesellschaftsschichten. Man erkenne den portugiesischen Baustil heißt es etwa in Torrianis am Ende des 16. Jahrhunderts verfassten Beschreibung des Panoramas von Santa Cruz de La Palma in seinem Buch „Descripción e historia del Reino de las Islas Canarias“. Auffällig sind im kanarischen Wortschatz außerdem Anthroponyme, personengebundene Eigennamen, wie Almeida oder Dorta, und Toponyme, Ortsbezeichnungen, wie Porto Nao oder La Bocaina. Da viele Portugiesen Bauern, Händler oder Fischer waren, wurden auch aus deren Fachsprache Wörter oder Handlungsweisen übernommen. Dieser große Einfluss der Portugiesen blieb bis 1640 bestehen, als sich Portugal vom spanischen Königreich trennte und seine Unabhängigkeit erkämpfte. In einigen Gebieten stellten die Portugiesen noch bis Mitte des 18. Jahrhunderts den größten sprachlichen und kulturellen Einfluss dar. Zwischen dem 16. und dem 18. Jahrhundert siedelten außerdem neue Gruppen von Portugiesen auf den Inseln. Viele von ihnen waren jedoch Analphabeten.
Die Portugiesen mussten sich anpassen und die spanische Sprache lernen. Das Portugiesische beeinflusste sowohl die Aussprache des Kanarischen Spanisch als auch dessen Vokabular. Auffallend sind etwa die Velarisierung der Konsonanten /x/y/j/. Durch diesen Prozess wird dem Laut ein dunklerer Ton verliehen. Außerdem verlieren sich die stimmhaften nasalen Laute. Ein stimmhafter nasaler Laut ist zum Beispiel das ng im Deutschen. Des Weiteren werden zwei aufeinanderfolgende Vokale wie bei dem portugiesischen Suffix -eiro nur noch als ein Vokal ausgesprochen. Dieser Prozess heißt Monophthongierung und tritt nur bei bestimmten Diphthongen auf.
Das Portugiesische hat besonders den Wortschatz der Kanaren beeinflusst. So sind ein Viertel der „Kanarismen“ portugiesischen Ursprungs. Als „Kanarismen“ werden solche Wörter bezeichnet, die speziell auf den Kanarischen Inseln vorkommen. Hauptsächlich wurden Substantive ins Spanische übernommen. Diese bezeichnen etwa Gerätschaften oder bestimmten Techniken. Die meisten „Lusismen“, so die Bezeichnung für die portugiesischen Wörter, sollen auf den Inseln La Palma und Teneriffa zu finden sein.

### Indigene Völker
Bereits vor der spanischen Eroberung der Kanarischen Inseln bewohnten Indigene die Inseln. Sie werden häufig als Guanchen bezeichnet. Mit der Kolonialisierung wurden sie von den Spaniern unterdrückt. Dadurch gingen ihre Sprache (Guanche) sowie ihre kulturellen und religiösen Bräuche verloren. Diesen Prozess der kulturellen und religiösen Anpassung nennt man „Kastellanisierung“. Auf den Kanaren geschah diese Entwicklung in einem Zeitraum von nur wenigen Generationen und war bereits Ende des 16. Jahrhunderts abgeschlossen. Durch den starken Zwang zur Anpassung und die Unterdrückung gibt es heute nur wenig Belege über Sprache und Lebensweise der Guanchen.
Sprachlich betrachtet gab es zu Beginn der Kolonialisierung eine Zeit der Zweisprachigkeit. Die sogenannten trujamanes waren für Eroberer sehr wichtig, denn sie konnten zwischen Inselsprache und Spanisch übersetzen. Mit der Kolonialisierung breitete sich zunächst die Zweisprachigkeit unter den Altkanariern aus, bevor deren Sprachen ausstarben. Auf der Insel La Gomera soll es bis 1488 allerdings noch einsprachige Zentren gegebene haben.
Indigene Einflüsse finden sind heute nur noch im Vokabular der Inselbevölkerung. Diese haben meist bezeichnenden Charakter, das heißt, es wurden häufig Begriffe aus Flora und Fauna oder geografische Bezeichnungen übernommen. Den Eroberern fehlten eigene Begriffe für die Dinge, die sie auf den Kanaren entdeckten, daher übernahmen sie die Wörter der Guanchen. Beispiele sind baifo, gasnais, jaira, tafor und tenique. Deswegen gibt es heute keine phonologischen oder morphosytaktischen Veränderungen, sondern lediglich übernommenes Vokabular. Wahrscheinlich sind rund 120 Wörter im spezifisch kanarischen Wortschatz prähispanischer Herkunft, die meisten davon sind Substantive. Diese beschreiben meist das Relief, wie auchón, chajoco, juaclo. Mehr als ein Viertel der Guanchismen sind Bezeichnungen für bestimmte Pflanzen: agonane, escán, mulurá. Nur wenige Begriffe wurden aus dem kulturellen Leben übernommen. So existieren heute noch die Begriffe sirinoque und tafuriaste, die Tänze der Guanchen bezeichnen. Übernommen wurden außerdem die Bezeichnungen der Einwohner: guanche und majo. Viele der Guanchismen sind spezifisch für einige Inseln. So wird heute nur rund ein Viertel der indigenen Wörter auf mehr als vier Inseln benutzt.

### Andere Kulturen
Weitere sprachliche Einflüsse kommen etwa von Engländern und Morisken. Außerdem beeinflusste der ständige Austausch mit den spanischen Varietäten aus Südamerika das Kanarische Spanisch.
Bereits im 15. Jahrhundert, während der Kolonialisierung, brachten die Spanier Morisken, zum Christentum konvertierte Araber, auf die Inseln und hielten sie als Sklaven. Sie wurden zur Arbeit auf den Plantagen oder in Herrschaftshäusern gezwungen. Die Morisken stammten von der iberischen Halbinsel oder Nordafrika, zum Beispiel Marokko. Als Sklaven wurden sie hauptsächlich auf den östlichen Inseln wie Lanzarote und Fuerteventura beschäftigt. Ende des 16. Jahrhunderts befanden sich rund 1.500 Morisken im Archipel. Da der Kontakt zwischen Siedlern und Sklaven nur oberflächlich war, wurden nur Teile des Wortschatzes übernommen. So wird heute noch das Wort arife als Bezeichnung für stickige beziehungsweise schwüle Hitze benutzt. Es stammt vom arabischen acrâf. Außerdem ähnlich übernommen wurde das Wort mahalulo als Bezeichnung für ein junges Kamel. Die arabische Basis des Wortes ist mahallula. Das Präfix al- ist ebenfalls aus dem Arabischen und heute an vielen spanischen Wortstämmen zu finden: alcail, alfaisán. Abgesehen davon ist der Anteil der Wörter, die aus der arabischen Sprache stammen, in der allgemein verwendete spanische Sprache sehr hoch.
Die ersten Engländer besuchten vermutlich schon im 15. Jahrhundert die Kanarischen Inseln, ließen sich jedoch erst im 16. Jahrhundert dort nieder. Viele von ihnen waren Händler. Besonders das Geschäft mit Wein war für viele Engländer lukrativ. Die Geschäftsbeziehungen der Engländer wurden so stark, dass sie quasi ein Monopol im Weinhandel besaßen. Später kamen sie als Reisende oder Wissenschaftler auf die Inseln. Aus dieser Zeit stammt etwa die Wortprägung chercha (von churchyard). Das bezeichnet den Ort, wo Menschen begraben wurden, die einen anderen als den katholischen Glauben hatten. So wurden das Wort inglés auch mit der Bedeutung nicht getauft verwendet. Aus dem englischen Übernommene Wörter sind etwa trinqui (von drink), queque (von cake) oder guachimán (von clergyman). Auffallend ist hier, dass die Wörter nicht in der korrekten englischen Schreibweise übernommen wurden. Das weist darauf hin, dass die Wörter aus der gesprochenen Sprache übernommen wurden. Diese veränderte Schreibweise beeinflusst rückwirkend dann die Aussprache. So wird zum Beispiel das /r/ bei trinqui nicht wie im Englischen retroflex, sondern als Vibrant gesprochen.
Als Brücke zwischen dem spanischen Festland und Südamerika erfuhren die Kanarischen Inseln ständigen Einfluss der Varietäten aus den spanischen Kolonien. Als die Gebiete in Südamerika im 16. Jahrhundert erobert wurden, wurde auch das Spanisch der damaligen Zeit mitgenommen. Mit dem Handel über die Kanaren gelangten auch die spanischen Varietäten wieder auf die Kanaren. Diese hatten sich getrennt vom Standard-Spanischen entwickelt. Die Kanaren waren außerdem ein wichtiger Ausgangspunkt für Migration. Bereits im 17. Jahrhundert verließen viele Menschen die Kanaren und zogen in die neuen Kolonien in Süd- und Mittelamerika. Eine entgegengesetzte Bewegung fand zu Beginn des 20. Jahrhunderts statt. Zu dieser Zeit verzeichneten die Kanarischen Inseln ihre höchste Einwanderungsrate.

## Sprachliche Besonderheiten

### Phonetik
- Assimilation oder Dissimilation in unbetonten Silben, z. B. Feléh statt Félix, disierto statt desierto
- Aus Hiaten werden Diphthonge: aufeinanderfolgende Vokale, die eigentlich zu zwei Silben gehören, werden zu einer, z. B. rial statt real, pulpiar statt pulpear
- Aspiration des Lautes /s/: Das /s/ wird am Silbenende und vor Konsonanten wie ein angehauchtes /h/ gesprochen. Die stärkste Reduktion dieses Lautes ist auf Gran Canaria zu finden, wohingegen auf El Hierro das /s/ meist beibehalten wird. Bsp.: loh ojoh statt los ojos
- Stimmlose Plosive werden stimmhaft: die Laute /p,t,k/ werden zu /b,d,g/, Bsp: pegueño statt pequeño, una goba de vino statt una copa de vino
- Verlust der intervokalischen /d/ Bsp.: asustao statt austado, comía statt comida
- Verwechslung der Laute /r/ und /l/ Bsp.: gorpe statt golpe, durce statt dulce, Javiel statt Javier
- Wegfall der Laute /r/ und /l/ am Ende von Silben Bsp.: flo statt flor, queré statt querer
- Aspiration des Lautes /r/, wenn /n/ oder /l/ folgen: Wie beim /s/ wird das /r/ wie ein angehauchtes /h/ gesprochen Bsp.: Cahlo statt Carlos, cahne statt carne
- Die Laute /x/ und /f/ werden aspiriert Bsp.: oho statt ojo, bhrío statt frío
- Verlust von /g/ und /k/ in implosiven Positionen Bsp.: esato statt exacto, atual statt actual
- Weglassen bestimmter Laute Bsp.: ihpués statt después, bían statt habían, ehmochao statt desmochado
- Aspiration des /h/, wenn es vor /f/ als Anfangsbuchstaben eines Wortes kommt Bsp.: jigo, jijo

### Grammatik
- Änderungen im Artikel: auffällig eher im ländlichen Gebieten la sistema, la calor, el sartén
- Viele Diminutive: es werden häufig Änderungen –ito oder –illo angehängt. Diese Verniedlichungen können eine beschönigenden Nutzen haben, liebevollen Respekt zeigen oder eine Abwertung darstellen. Bsp.: Señorita, ahorita, casita
- Superlative werden mit den portugiesischen Endungen –iento, -ento gebildet
- Wegfall der zweiten Person Plural und ihrer zugehörigen Morpheme: statt vosotros wird häufig ustedes verwendet.
- Possessivpronomen: su, nuestro/a, vuestro/a, sus verschwinden und werden ersetzt durch Dativformen wie de él, de ella, de nosotros ersetzt. Im geschriebenen Text wird das Possessivpronomen ebenfalls hinten angestellt, sodass la casa mía statt mi casa geschrieben wird
- Zeitformenverwendung: Am häufigsten werden Presente, Indefinido und Imperfecto verwendet. Im Vergleich zum Standardspanisch werden der Condicional und der Futuro weniger verwendet, während der Subjuntivo in etwa in gleichem Maße auftritt. Auch der Imperativ tritt vermindert auf, er wird durch die Verbalkonstruktion ir + a + Infinitiv ersetzt. Die Verwendung des Perfecto ist ähnlich der des Mittelalters: Das Perfekt wird nur verwendet, wenn die Aktion bis zur Gegenwart gedauert oder Auswirkungen auf den aktuellen Moment hat.
- Die Deixis werden oft durch Demonstrativa ersetzt: Beim Sprechen werden statt konkreter Bezeichnungen Wörter wie eso, aquí oder sogar als Verb aquellar verwendet. Die Verbform war früher im gesamten Archipel verbreitet, ist heute jedoch nur noch auf La Palma zu finden.
- Die Präpositionen: Hacía wird kaum verwendet, encima wird durch arriba ersetzt, sodass es etwa arriba la mesa heißt, außerdem wird die Phrase con la noche anstatt por la noche verwendet.[21]

### Syntax
- Einfache Nominalstruktur
- Erläuternde Adjektive kommen sehr wenig vor
- Der Diskurs wird während des Sprechens oft gewechselt
- Das Klitikon folgt am Ende des Verbes: voyme, dícele, trájele
- Portugiesische Einflüsse in der Satzstruktur[22]

### Lexik
- Größter Einfluss: Standardspanisch
- Alte Wörter und Neologismen: bravo meint enfadado (wütend), embelesado heißt medio dormido (im Halbschlaf)
- Portugiesische Einflüsse stellen einen großen Einfluss dar, weil viele Worte in das kanarische Vokabular übernommen wurden baluto – libre (frei), fechar – cerrar (schließen)
- Guanchismen: Von der indigenen Bevölkerung wurden hauptsächlich Toponyme oder auf das Landleben bezogene Wörter übernommen baifo – cabrito (Zicklein), jaira – cabra domestica (Hausziege)
- Hispanoamerikanische Einflüsse: kamen durch Emigranten aus den Kolonien wieder auf die Kanaren, nur geringer Einfluss guagua – autobús (Autobus), mamodo – borracho (betrunken)
- Arabismen: durch die Morisken und schwarze Sklaven im 16. und 17. Jahrhundert, ebenfalls nur ein kleiner Einfluss majalulo – camello joven (junges Kamel), guayete – niño (Kind)
- England: im 19. und Anfang des 20. Jahrhunderts, jetzt durch den Tourismus trinqui – bebida (Getränk), naife – cuchillo grande (großes Messer)[23][24]

## Einordnung des Sprachtyps
Spanisch ist die Amtssprache des kanarischen Archipels und die Inseln wurden schon frühzeitig in das spanische Königreich eingegliedert. Durch die Besiedlung von Indigenen Völkern, Portugiesen, Hispanoamerikanern, Arabern und Engländern entfernte sich die Sprache jedoch vom Standard. So herrscht auf den Kanaren ein großer Polymorphismus, das heißt verschiedene Morpheme stellen dieselbe Sinneinheit in unterschiedlichen Morphemen dar. Die Stärke der Ausprägung des kanarischen Dialekts unterscheidet sich nach geographischen und sozialen Parametern. So sind sozial höhere Schichten und Bewohner urbaner Regionen dem Standard-Spanischen näher.
Viele Wörter änderten mit der Zeit ihrer Bedeutung oder wurden nicht mehr gebraucht. So haben Arabismen und Anglizismen, die in der frühen Kolonialzeit ins Spanische übernommen wurden, heute fast keine Bedeutung mehr. Ein sprachliches Bewusstsein stellte sich erst nach mehreren Jahrhunderten der Besiedlung ein. Bedeutend war etwa die Veröffentlichung des Wörterbuchs von Viera y Clavijo 1866 mit Referenzen zur Insellexik.
Das Kanarische Spanisch ist keine Kreolsprache, sondern ein Dialekt des Standard-Spanischen. Zwar gibt es phonetische, grammatikalische und lexikalische Unterschiede, jedoch sind all diese Besonderheiten in das sprachliche System des Spanischen eingegliedert, sodass es keine Veränderungen in der Grundstruktur der Sprache gab. Sprachliche Phänomene des Kanarischen Spanisch, wie der Seseo oder der Yeísmo, treten auch in anderen geografischen Regionen als dem Archipel auf. Deswegen wird hier von Konzept des atlantischen, hispanischen Dialektes oder Meridionalspanisch gesprochen. Außerdem entwickelte sich das Kanarische Spanisch nicht isoliert von der Muttersprache, sondern stand in ständigem Kontakt zu ihr.